# 観行院 (船橋市)
観行院（かんぎょういん）は、千葉県船橋市高根町にある真言宗豊山派の寺院である。江戸時代には、高根神明神社の別当寺を務めた。同寺院の八十八ヶ所札所大絵馬は、市の指定文化財になっている。

## 沿革
- 1502年（文亀2年）西福寺の宥尊僧都が当地に庵を結び隠居する。
- 1615年（元和元年）尊誉僧都により開山-現在の住職で26代目
- 1688年（元禄元年）高根村総戸数の八割の43軒を檀家とする
- 1772年（安永元年）火事により本道・観音堂が消失する。

## 交通
- JR東日本船橋駅北口発京成バス“船橋グリーンハイツ行き”、高根小学校下車で、徒歩15 - 16分